# أما داركو
أمّا داركو (بالإنجليزية: Amma Darko) هي كاتِبة غانية، ولدت في 26 يونيو 1956 في كوفوريدوا في غانا.

## وصلات خارجية
- الموقع الرسمي
- أما داركو على موقع مونزينجر (الألمانية)